# Angel (Eurythmics)
Angel är en låt av den brittiska duon Eurythmics. Den släpptes i maj 1990 som den fjärde singeln från albumet We Too Are One. Singeln nådde plats 23 på UK Singles Chart.
En strof ur låten lyder:
| ” | And I believed in you I believed in you Like Elvis Presley singing psalms on a Sunday Where did you go? | „ |

## Låtlista
Vinylsingel
- A: "Angel" (Album Version) – 5:13
- B: "Angel" (Choir Version) – 5:48 (London Community Gospel Choir)

Maxisingel
- A: "Angel" (Album Version) – 5:13
- B1: "Missionary Man" (Acoustic) – 3:45
- B2: "Angel" (Choir Version) – 5:48 (London Community Gospel Choir)

CD-singel
1. "Angel" (Album Version) – 5:13
2. "Missionary Man" (Acoustic) – 3:45
3. "Angel" (Choir Version) – 5:48 (London Community Gospel Choir)